# Drouhard-Kleintenrek
Der Drouhard-Kleintenrek oder Drouhard-Kleintanrek (Microgale drouhardi) ist eine Säugetierart aus der Gattung der Kleintenreks innerhalb der Familie der Tenreks. Er gehört zu den mittelgroßen Vertretern der Gattung und ist wie die anderen Angehörigen durch einen spindelförmigen Körper, kräftige Gliedmaßen und einen langschmalen, vorn spitz zulaufenden Kopf gekennzeichnet. Das Fell hat allgemein eine dunkle Färbung, hervorzuheben ist ein dunkler Streifen entlang der Mittellinie des Rückens. Die Tiere bewohnen größere Teile des östlichen Madagaskars, sie kommen sowohl in Tiefländern als auch in höheren Gebirgslagen vor. Als bevorzugter Lebensraum dienen tropische Regenwälder und Marschlandschaften. Die Lebensweise des Drouhard-Kleintenreks ist kaum erforscht. Die Art erhielt im Jahr 1934 ihre wissenschaftliche Erstbeschreibung, teilweise wurde sie mit dem Cowan-Kleintenrek gleichgesetzt. Der Bestand ist ungefährdet.

## Merkmale

### Habitus
Der Drouhard-Kleintenrek ist ein mittelgroßer Vertreter der Kleintenreks. Laut einer Untersuchung von mehr als 40 Individuen aus dem gesamten Verbreitungsgebiet beträgt die Kopf-Rumpf-Länge 6,3 bis 8,3 cm und die Schwanzlänge 5,3 bis 8,3 cm. Der Schwanz ist somit etwa gleich lang wie der restliche Körper oder bleibt etwas kürzer. Das Körpergewicht von drei allerdings nicht ganz ausgewachsenen Individuen aus dem Andringitra-Gebirge im südöstlichen Madagaskar wird mit 8,2 bis 9,2 g angegeben, ein ausgewachsenes Männchen aus Analamazaotra im östlichen Inselteil brachte 11 g auf die Waage. Ähnlich den anderen Kleintenreks ist der Körper durch seine spindelförmige Gestalt charakterisiert, die Gliedmaßen sind kurz und kräftig, der Kopf hat eine langschmale Form und endet an der Schnauze spitz. Die markanten Ohren weisen eine Länge von 13 bis 15 mm auf. Das Rückenfell zeigt eine dunkelbraune bis braune oder rötlich braune Farbgebung. Entlang der Mittellinie zieht ein rund 4 mm breiter, dunklerer Streifen von der Oberseite des Kopfes bis zur Schwanzwurzel. Die Einzelhaare des Rückenfells besitzen hellgraue Basen, einen rötlichen oberen Schaftabschnitt und braune Spitzen. Bei den Haaren aus dem dunklen Streifen und bei Leithaaren fehlt der rötliche Farbabschnitt. An der Unterseite dominieren silberglänzende gelblich braune bis rötlich braune Farbtöne. Hier werden die Einzelhaare durch graue Basen und gelblich braune bis rötlich braune Spitzen gekennzeichnet. Der Übergang von der Rücken- zur Bauchfellzeichnung hebt sich an den Seiten teilweise markant ab. Der Schwanz ist zweifarbig, oberseits dunkelbraun, unterseits gelblich oder rötlich braun. Er weist ein Schuppenkleid auf, das wiederum von einem kurzhaarigen Fell bedeckt wird, dessen Einzelhaare im hinteren Drittel des Schwanzes eine Länge von durchschnittlich zwei Schuppenreihen aufweisen. Hände und Füße verfügen über jeweils fünf Strahlen. Der Hinterfuß ist auf der Ober- und Außenseite jeweils dunkelbraun gefärbt, an der Innenseite treten auch rötlich bis gelblichbraune Färbungen auf. Die Länge des Hinterfußes variiert zwischen 13 und 19 mm.

### Schädel- und Gebissmerkmale
Der Schädel erreicht eine Länge von 21 bis 24 mm, die größte Breite am Hirnschädel gemessen liegt bei 8,5 bis 9,7 mm. Insgesamt ist der Schädel moderat groß, das Rostrum zeigt sich nur leicht verlängert, flach, aber relativ breit. Das Nasenbein ist nach hinten bis in die Augenregion verlängert, das Scheitelbein besitzt leichte Aufblähungen nach oben. Die Verbindung vom Scheitelbein mit dem Hinterhauptsbein verläuft entweder rund oder leicht geknickt. Der hintere Schädel hat eine moderat breite, flache und kurze Gestalt. Der Jochbogen ist nur unvollständig ausgebildet. Das Gebiss besteht aus insgesamt 40 Zähnen und weist folgende Zahnformel auf: {\displaystyle {\frac {3.1.3.3}{3.1.3.3}}}. Üblicherweise bestehen in der oberen Zahnreihe Diastemata vom ersten Schneidezahn bis zum zweiten Prämolaren (P3), so dass die vordere Zahnreihe nicht geschlossen ist. Im unteren Gebiss gibt es Zahnlücken nur vor und hinter dem ersten Prämolaren (P2). Die vorderen Zähne weisen zusätzliche Höckerchen an der Zahnkrone auf, eine Ausnahme bildet hier der letzte obere Schneidezahn, der eher einem Eckzahn ähnelt (caniniform). Der obere Eckzahn ist lang und schlank und für gewöhnlich der höchste Zahn im oberen Gebiss. Die Molaren zeigen keine Unterschiede zu denen anderer Kleintenreks. Ihr Kauflächenmuster ist zalambdodont gestaltet und wird durch drei Haupthöckerchen charakterisiert. Der letzte obere Mahlzahn ist in seiner Größe reduziert. Die Länge der oberen Zahnreihe beträgt 9,7 bis 10,7 mm.

## Verbreitung

Verbreitungsgebiet des Drouhard-Kleintenreks

Der Drouhard-Kleintenrek lebt endemisch in Madagaskar und kommt dort in einem relativ großen Verbreitungsgebiet vor. Dieses erstreckt sich in einem mehr oder weniger breiten Streifen von Nord nach Süd über den östlichen Teil des Inselstaates. Bedeutende Fundlokalitäten liegen unter anderem in den Montagne d’Ambre sowie im Reservat von Manongarivo und auf der Halbinsel Masoala, alle in der Provinz Antsiranana; an letzterer gelang der Nachweis erst im Jahr 2018. Darüber hinaus wurde die Art am Tsaratanana-Massiv in der Provinz Mahajanga, in den Waldgebieten von Ambatovy-Analamay-Torotorofotsy, Analamazaotra und Zahamena in der Provinz Toamasina und im Andringitra-Gebirge in der Provinz Fianarantsoa belegt. Die Höhenverbreitung erstreckt sich von 350 bis 2350 m über dem Meeresspiegel, was eine der größten Reichweiten innerhalb der Kleintenreks überhaupt ist. Die höchste Fundlage befindet sich am Tsaratanana-Massiv, wo sich auch mit dem Maromokotro der höchste Berg der Insel erhebt. Die Tiere bewohnen feuchte Regenwälder und Marschgebiete in der Nähe von Waldrändern, sie meiden aber stark überprägte Wälder. Aufgrund der weiten Höhenverteilung kommt der Drouhard-Kleintenrek mit zahlreichen anderen Vertretern der Kleintenreks sympatrisch vor, besonders hervorzuheben sind der Cowan- (Microgale cowani) und der Taiva-Kleintenrek (Microgale taiva). Es liegen aber zu wenige Untersuchungen vor, um die einzelnen Vertreter ökologisch zu differenzieren. Die Art gilt allgemein als relativ häufig.

## Lebensweise
Die Lebensweise des Drouhard-Kleintenreks ist weitgehend unerforscht. Er ist bodenbewohnend und agil, häufig zieht er sich in dichten Blätterabfall zurück. Kurzzeitig in menschlicher Gefangenschaft gehaltene Tiere vertilgten bevorzugt Heuschrecken, untergeordnet auch Regenwürmer und Frösche. Die durchschnittliche Körpertemperatur beträgt 33,9 °C, es wird angenommen, dass sie in Übereinstimmung mit dem Cowan-Kleintenrek (Microgale cowani) und im Gegensatz zu anderen Tenreks bei variierenden Außentemperaturen deutlich stabiler ist. Im Ruhezustand liegt die Stoffwechselrate etwa bei 132 % über dem Wert, der bei gleich großen Säugetieren zu erwarten wäre. Als Fressfeind tritt gelegentlich die Frettkatze in Erscheinung, wie Untersuchungen von Kotresten aus den Montagne d’Ambre aufzeigen. Zu den bekannten äußeren Parasiten zählen Flöhe der Gattung Paractenopsyllus, als innerer wurde bisher der Einzeller Eimeria identifiziert.

## Systematik
Der Drouhard-Kleintenrek ist eine Art aus der Gattung der Kleintenreks (Microgale) innerhalb der Familie der Tenreks (Tenrecidae). Die Kleintenreks bilden außerdem einen Teil der Unterfamilie der Reistenreks (Oryzorictinae), zu der zusätzlich noch die Reiswühler (Oryzorictes) und die Vertreter der Gattung Nesogale verwiesen werden. Darüber hinaus stellen die Kleintenreks mit mehr als 20 Arten auch das formenreichste Mitglied der Tenreks dar. Sie werden aufgrund einiger morphologischer Merkmale als eher ursprünglich innerhalb der Familie angesehen. Molekulargenetischen Analysen zufolge entstand die Gattung bereits im Unteren Miozän vor etwa 16,8 Millionen Jahren, in der Folgezeit diversifizierte sich sehr stark. Die heutigen Vertreter sind an verschiedene Lebensweisen angepasst, so kommen teils unterirdisch grabende, oberirdisch lebende beziehungsweise baumkletternde und wasserbewohnende Formen vor. Der überwiegende Teil der Kleintenreks lebt in den feuchten Wäldern des östlichen Madagaskars, einige wenige Arten kommen dagegen auch in den trockeneren Landschaften des westlichen Inselteils vor. Innerhalb der Gattung können sowohl morphologisch als auch genetisch verschiedene Verwandtschaftsgruppen nachgewiesen werden. Äußerlich ähnelt der Drouhard-Kleintenrek stark dem Cowan-Kleintenrek (Microgale cowani) und dem Taiva-Kleintenrek (Microgale taiva). Die genetischen Daten sprechen dafür, dass der Drouhard-Kleintenrek das Schwestertaxon einer Gruppe darstellt, die sich aus dem Gebirgs-Kleintenrek (Microgale monticola) und dem Taiva-Kleintenrek zusammensetzt.
Unterarten des Drouhard-Kleintenreks werden nicht unterschieden. Die Tiere zeigen aber regional starke Variationen in der Farbe des Fells. So sind Tiere aus den Montagne d’Ambre im Norden dunkelbraun mit mehr oder weniger dunklen Einwaschungen, jene aus dem eher zentral-östlichen Madagaskar zeigen hellbraune oder rötlich braune Farbtöne, während im Andringitra-Gebirge im Süden wiederum Individuen mit graubrauner Farbgebung dominieren. Ebenso gibt es Unterschiede in der Ausprägung sowie Länge und Breite des Rückenstreifens. Bemerkenswert sind auch gewisse Größenunterschiede zwischen den einzelnen Populationen mit größeren Tieren eher im Norden als im zentral-östlichen Teil von Madagaskar, allerdings konnte bisher noch kein Zusammenhang zwischen Größe und geographischer Herkunft ausgemacht werden. Darüber hinaus bestehen Abweichungen in den Ausmaßen der Tiere je nach Höhenlage. Den Beobachtungen zufolge sind Tiere aus höheren Gebirgslagen durchschnittlich größer als die der niedrigeren Höhenstufen.
Die wissenschaftliche Erstbeschreibung des Drouhard-Kleintenreks stammt von Guillaume Grandidier aus dem Jahr 1934. Grandidier hatte dafür sechs Individuen aus der Nähe von Antsiranana im äußersten Norden von Madagaskar zur Verfügung. Die Tiere waren von E. Drouhard, einem ehemaligen Forstinspektor im nördlichen Madagaskar, entdeckt worden, ihm zu Ehren benannte Grandidier die Art. Als Holotyp bestimmte er ein Individuum, das er als ausgewachsenes weibliches Individuum identifizierte. In seinem Aufsatz hob Grandidier als besonderes Charakteristikum des Drouhard-Kleintenrek die sehr dunkle Fellfärbung hervor, darüber hinaus beobachtete er eine dunkle Streifenbildung entlang des Mittelrückens, von der er aber annahm, dass diese nur bei Jungtieren auftrat und im ausgewachsenen Alter verschwand. Die Angabe zum Fundgebiet ist mit environs de Diego-Suarez („Umgebung von Diego-Suarez“, heute Antsiranana) eher vage, da in der Region verschiedene Landschaftstypen vorkommen, die von trockenen, offenen Habitaten bis zu feuchten Wäldern reichen. Die meisten Vertreter der Kleintenreks sind im feuchteren östlichen Teil Madagaskars anzutreffen, Ross D. E. MacPhee nahm daher im Jahr 1987 in einer generellen Revision der Kleintenreks an, dass die Typserie der Art möglicherweise aus den Montagne d’Ambre stammte. Außerdem erkannte MacPhee anhand der Entwicklung des Gebisses, dass es sich beim Typusexemplar um ein nicht ausgewachsenes Tier handelt.
Im Jahr 1948 führte Terence Morrison-Scott mit Microgale melanorrhachis eine äußerlich sehr ähnliche Art ein, dies erfolgte unter Zuhilfenahme eines nach Meinung Morrison-Scotts ausgewachsenen Weibchens aus dem Gebiet von Perinet in der Region des heutigen Nationalparks Mantadia Andasibe im östlichen Madagaskar (das Typusexemplar ist aber nach MacPhee ebenfalls ein Jungtier). Als charakteristisch für seine neue Art sah Morrison-Scott die olivebraune Fellfärbung und einen dunklen Rückenstreifen an. Auf letzteres bezieht sich auch das Artepitheton, dass aus dem Griechischen stammt und sich aus den Wörtern μελαν (melan) für „schwarz“ und ῥάχις (rháchis) für „Rücken“ zusammensetzt. Morrison-Scott verglich Microgale melanorrhachis mit dem Drouhard-Kleintenrek, den er aber in der Gesamtfärbung als wesentlich dunkler empfand. Während in den nächsten 50 Jahren beide Arten als unabhängig galten, vereinte MacPhee in seiner Revision der Kleintenreks aus dem Jahr 1987 sowohl Microgale drouhardi als auch Microgale melanorrhachis mit dem Cowan-Kleintenrek. Als Basis dafür dienten hauptsächlich Übereinstimmungen in den Zahnmerkmalen sowie den Zahn- und Gebissmaßen. Ein weiteres Indiz sah MacPhee in der Rückenstreifung, da auch einige Individuen des Cowan-Kleintenreks gelegentlich mit einem derartigen Fellmuster beschrieben worden waren. Die Gleichsetzung von Microgale drouhardi und Microgale melanorrhachis mit dem Cowan-Kleintenrek sahen aber nachfolgende Autoren kritisch und schlossen sich MacPhees Meinung kaum an. So konnten Christopher J. Raxworthy und Forscherkollegen Mitte der 1990er Jahre bei Untersuchungen von Tieren aus den Montagne d’Ambre aufweisen, dass keines der als sicher zum Cowan-Kleintenrek gestellten Tiere einen gestreiften Rücken besaß. Andererseits waren die sympatrisch auftretenden gestreiften Kleintenreks, die sie mit Microgale melanorrhachis verbanden, allesamt kleiner als der Cowan-Kleintenrek. Darüber hinaus zeigten die Angehörigen beider Gruppen auch eine etwas abweichende Habitatwahl, was für die Forscher Hinweise genug waren, jeweils eigenständige Arten anzunehmen. Zu einem ähnlichen Ergebnis kam Peter J. Stephenson bei der Analyse von Tieren von verschiedenen Fundstellen im östlichen Madagaskar. Dabei vermerkte er auch, dass die Rückenstreifung nicht nur bei Jungtieren auftritt, sondern auch ein Merkmal der Alttiere ist. Daraufhin analysierten Paulina D. Jenkins und Kollegen im Jahr 1997 erneut die bekannten Individuen von rund einem Dutzend Fundlokalitäten, an denen Microgale melanorrhachis und Microgale drouhardi nachgewiesen waren. Sie erkannten, dass beide Arten conspezifisch sind und synonymisierten Microgale melanorrhachis unter Berufung auf die Namenspriorität mit Microgale drouhardi. Des Weiteren ordneten sie dem Drouhard-Kleintenrek die gestreiften Vertreter des Cowan-Kleintenreks bei.

## Bedrohung und Schutz
Der Bestand des Drouhard-Kleintenreks wird von der IUCN als „nicht bedroht“ (least concern) eingestuft. Die Einstufung begründet sich mit der weiten Verbreitung der Art und der angenommenen großen Population. Vor allem in den niedrigen Höhenlagen des Verbreitungsgebietes kann es örtlich zu Lebensraumverlusten in Folge von Waldzerstörung durch die Entnahme von Bau- und Feuerholz oder bei der Umwandlung in landwirtschaftlich nutzbare Flächen kommen. In höheren Gebirgslagen sind keine größeren Gefährdungen bekannt. Die Tiere kommen in mehreren Naturschutzgebieten vor, beispielsweise im Nationalpark Montagne d’Ambre, im Nationalpark Zahamena, im Nationalpark Mantadia Andasibe oder im Nationalpark Andringitra. Zum besseren Erhalt der Art sind intensivere Studien zur Biologie und Ökologie der Tiere notwendig.